# Swertia wolfgangiana
Swertia wolfgangiana là một loài thực vật có hoa trong họ Long đởm. Loài này được Grüning miêu tả khoa học đầu tiên năm 1913.